# يوجين فرويند
يوجين فرويند (بالألمانية: Eugen Freund)‏ هو كاتب غير روائي وصحفي ومقدم تلفزيوني ومذيع أخبار وكاتب وسياسي نمساوي، ولد في 15 أبريل 1951 بفيينا في النمسا. حزبياً، نشط في الحزب الديمقراطي الاجتماعي النمساوي. وقد في انتخابات البرلمان الأوروبي 2014، انتخب عضو في البرلمان الأوروبي عن دائرة النمسا ‏ لترشحه ضمن قائمة الحزب الديمقراطي الاجتماعي النمساوي، وقد انضم خلال فترته النيابية (1 يوليو 2014 – ) للكتلة البرلمانية التحالف التقدمي للاشتراكيين والديمقراطيين.